# Deshumanización del arte
Este artículo trata del concepto humanístico. Para información sobre el ensayo, véase La deshumanización del arte (libro).
La deshumanización del arte es un concepto humanístico desarrollado por el filósofo español José Ortega y Gasset en su obra del mismo título de 1925. Con esta expresión, Ortega y Gasset alude al arte y a la literatura de vanguardia (los “ismos”) surgidos después de la Primera Guerra Mundial.

Más arriba se ha dicho que el nuevo estilo, tomado en su más amplia generalidad, consiste en eliminar los ingredientes 'humanos, demasiado humanos', y retener sólo la materia puramente artística. Esto parece implicar un gran entusiasmo por el arte. Pero al rodear el mismo hecho y contemplarlo desde otra vertiente sorprendemos en él un cariz opuesto de hastío o desdén. La contradicción es patente e importa subrayarla.

La metáfora escamotea un objeto enmascarándolo con otro, y no tendría sentido si no viéramos bajo ella un instinto que induce al hombre a evitar realidades.
José Ortega y Gasset: La deshumanización del arte, 1925)

La vanguardia en España está principalmente representada por Ramón Gómez de la Serna, la conocida como Generación del 27, integrada por los poetas Luis Cernuda, Federico García Lorca, Pedro Salinas, Jorge Guillén, Rafael Alberti y Vicente Aleixandre, como autores más representativos, y por el grupo vanguardista canario, integrado por autores como Agustín Espinosa, Pedro García Cabrera, Emeterio Gutiérrez Albelo o Domingo López Torres. El primer grupo tomó como referencias a Juan Ramón Jiménez, el modernista Rubén Darío y la literatura del simbolismo, lo que supuso un importante paso adelante con respecto a la generación artística anterior, la de Unamuno, Machado, Pío Baroja, etc. (Generación del 98). El segundo grupo, en cambio, tomó como referentes principales a los surrealistas franceses, como André Breton o Paul Éluard, y a los creacionistas, como Pierre Reverdy o Vicente Huidobro.
Ortega conceptúa la nueva estética como «arte para minorías», literatura refinada de evasión que no sabe asimilar el vulgo. Las características de esta nueva forma de entender el arte están resumidas por Vicente Gaos en su edición de la poesía del 27 de Ed. Cátedra:
1. Afán de originalidad e innovación, que cuenta con antecedentes en el Romanticismo.
2. Hermetismo (que dificulta su comprensión, se huye de la referencia exacta).
3. Autosuficiencia del arte (pureza, autenticidad).
4. Antirrealismo y antirromanticismo (el poema no debe significar, sino meramente ser; por otra parte, se rehúye el subjetivismo romántico).
5. Surrealismo (incoherencia lógica, importancia del subconsciente y de los sueños).
6. Intranscendencia (despreocupación, renuncia a la responsabilidad con la realidad extraartística y al moralismo).
7. Predominio de la metáfora, según vemos que comenta Ortega.
8. Escritura onírica, relacionada con el surrealismo.
9. Atomización (desintegración, ruptura de nexos lógicos).